# Jean-François Somain
 (octobre 2022).
Jean-François Somain est le principal nom de plume de Jean-François Somcynsky, qui a aussi écrit sous le nom de Christian Vasneil. Romancier, conteur, nouvelliste, poète et dramaturge canadien, il naît à Paris, le 20 avril 1943, et meurt d'une rupture de l'aorte le 15 mai 2011 à son domicile de La Pêche (Québec).

## Biographie
Fils de Paul Somcynsky et Marie Jenikova, Jean-François Somcynsky passe son enfance à Buenos Aires et son adolescence à Montréal. Il s’installe à Montréal en 1957. Il obtient une maîtrise en économie à l'Université d'Ottawa.
Il fait ensuite carrière dans la fonction publique fédérale, d'abord au ministère des Finances, puis au ministère des Affaires étrangères. Sa carrière de diplomate, qui prend fin en 1998, lui permet de vivre en Argentine, au Sénégal, en Indonésie et au Japon. Au fil des ans, il visite plus de soixante-dix pays dont il fait souvent les décors de ses fictions. À partir de 1995, il vit au lac Bell, au nord de Gatineau.
Il a publié quarante romans, six recueils de nouvelles, un recueil poétique, une centaine de nouvelles, poèmes, articles et textes divers parus dans des revues, des recueils et des anthologies.

## Œuvres
Par ordre chronologique de publication.
- Les rapides ([Montréal] : Le Cercle du livre de France, 1967)
- Encore faim (Montréal : Cercle du livre de France, Collection Nouvelle-France, 1971)
- Les grimaces (Montréal : CLF, 1975
- Le diable du Mahani (Montréal : Pierre Tisseyre, 1978)
- Les Incendiaires (Montréal : C.L.F., 1980)
- Peut-être à Tokyo (Sherbrooke : Editions Naaman, Collection Création ; 86, 1981)
- La Planète amoureuse (Longueuil : Le Préambule, Chroniques du futur ; 5, 1982)
- Trois voyages (Hull : Editions Asticou, Collection Poètes de l'Outaouais, 1982)
- Vingt minutes d'amour (Montréal : CLF, 1983)
- La Frontière du milieu (Montréal : CLF, 1983)
- J'ai entendu parler d'amour (Hull : Editions Asticou, Collection Nouvelles nouvelles ; 3, 1984)
- Un Tango fictif (Sherbrooke : Éditions Naaman, Collection Création ; 162, 1986)
- Les Visiteurs du pôle Nord (Montréal : Pierre Tisseyre, Collection Anticipations, 1987)
- Sortir du piège (Montréal : Pierre Tisseyre, 1988)
- Vivre en beauté (Montréal : Éditions Logiques, Logiques fictions|Autres mers, autres mondes, 1989)
- Dernier départ (Montréal : Éditions Pierre Tisseyre, 1989)
- Dire non (1989)
- Tu peux compter sur moi (Montréal : Éditions Pierre Tisseyre, Collection Papillon ; 12, 1990)
- La Nuit du chien-loup (Montréal : Éditions Pierre Tisseyre, 1990)
- Du jambon d'hippopotame (Montréal : Éditions Pierre Tisseyre, Collection Conquêtes ; 30|Roman pour la jeunesse, 1991)
- La Vraie couleur du caméléon (Montréal : Éditions Pierre Tisseyre, 1991)
- L'insolite, les records (Laval : Éditions FM, Excursions : français, 1991)
- Le baiser des étoiles' (Ville LaSalle : Hurtubise HMH, Collection Plus, 1992)
- Parlez-moi d'un chat (Montréal : Éditions Pierre Tisseyre, Collection Papillon ; 20, 1992)
- Le secret le mieux gardé (Saint-Laurent : Éditions Pierre Tisseyre, Collection Conquêtes ; 38|Roman pour la jeunesse, 1993)
- Le soleil de Gauguin (Montréal : Éditions Pierre Tisseyre, 1993)
- Moi, c'est Turquoise (Saint-Laurent : Éditions Pierre Tisseyre, Collection Papillon ; 34, 1994)
- La traversée de la nuit (Saint-Laurent : Éditions Pierre Tisseyre, Collection Conquêtes ; 49, 1995)
- Le sourire des mondes lointains (Saint-Laurent : Éditions Pierre Tisseyre, Collection Papillon ; 42, 1995)
- Une affaire de famille (Ottawa : Vermillon, 1995)
- Karine (Saint-Laurent : Éditions Pierre Tisseyre, 1996)
- Le jour de la lune (Ottawa : Vermillon, Parole vivante ; 32, 1997)
- La main du temps (Ottawa : Vermillon, L'aventure, 1998)
- Les ailes de lumière (Saint-Laurent : Éditions Pierre Tisseyre, Collection Chacal ; 6, 1998)
- Un baobab rouge (Ottawa : Éditions du Vermillon, 1999)
- Le fleuve des grands rêves (Ottawa : Éditions du Vermillon, 1999)
- Le chien de Shibuya (Ottawa : Éditions du Vermillon, 2000)
- La naissance du monde (Montréal : Pierre Tisseyre, 2000)
- La Semaine des diamants (Ottawa : Vermillon, L'aventure ; 9, 2001)
- Le ballon dans un cube - récits et nouvelles (Ottawa : Vermillon, 2001)
- L'Univers comme jardin (Ottawa : Vermillon, 2002)
- Retrouver Jade (Saint-Lambert : Robert Soulières, 2003)
- Tranches de soleil (Ottawa : Vermillon, 2003)
- La vie, sens unique (Ottawa : Vermillon, 2005)
- Orages en fin de journée (Saint-Lambert : Soulières, Collection Graffiti ; 27, 2005)
- Les loups de Masham (Saint-Lambert : Soulières, Collection Graffiti ; 35, 2006)
- Envie de vivre (Saint-Alphonse-de-Granby : Éditions de la Paix, Ados/adultes. Plus ; no 4, 2006)
- Une fille sur le pied de guerre (Ottawa : Vermillon, Collections Romans, 2007)
- Le plus bel amour du monde (Ottawa : Vermillon, Collection Visages, 2008)
- Le tueur des pompes funèbres (Saint-Lambert : Soulières, Graffiti + ; 44, 2008)
- La visite de l'atelier (Notre-Dame-des-Neiges : Éditions Trois-Pistoles, Collection Écrire, 2008)
- La Lettre F (Saint-Lambert : Soulières Éditeur, Collection Graffiti, 2009)
- Le Béret vert (Saint-Lambert : Soulières, Collection Ma petite vache a mal aux pattes ; 89, 2009)
- Lucien Théorêt : héros de la Révolution tranquille (Saint-Sauveur : Marcel Broquet, Collection la Mandragore, 2010)
- La jeune femme de Tokyo (Ottawa : Vermillon, Collection Romans, 2010)

## Distinctions
- 1981 - Prix Solaris, pour 2500
- 1982 - Prix Boréal, meilleure nouvelle de science-fiction, pour Le cœur du monde bat encore
- 1982 - Prix Boréal, meilleure nouvelle fantastique, pour Un départ difficile
- 1983 - Prix du Cercle du livre de France, pour La Frontière du milieu
- 1987 - Prix Louis-Hémon de l'Académie de Languedoc, pour Les visiteurs du pôle Nord
- 1989 - 2e prix au Concours de nouvelles de Radio-Canada, pour Le Déjeuner sur l'herbe
- 2006 - Prix Excellence des Éditions de la Paix, pour Envie de vivre